# Standbeeld van George Grey
Het standbeeld van George Grey staat in de Company's Garden in Kaapstad, Zuid-Afrika. Het bevindt zich voor de plaatselijke campus van de Nationale Bibliotheek van Zuid-Afrika. De inscriptie erop luidt "Sir George Grey K.C.B. Governor 1854–1861".
George Grey heeft zijn eigen persoonlijke bibliotheek, de Grey Collection, aan deze bibliotheek nagelaten. De Schotse beeldhouwer William Calder Marshall uit Londen maakte het beeld in 1863.

## Galerij

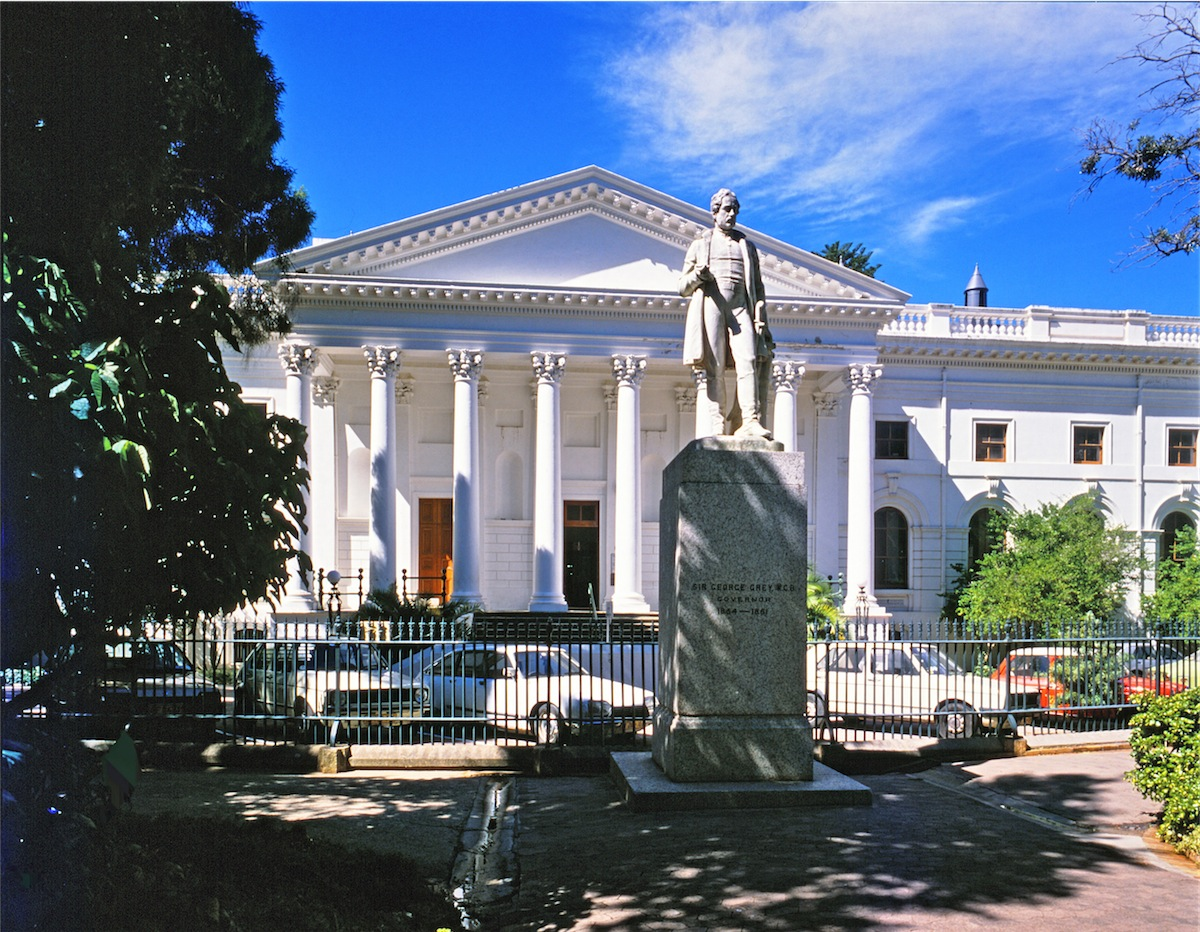
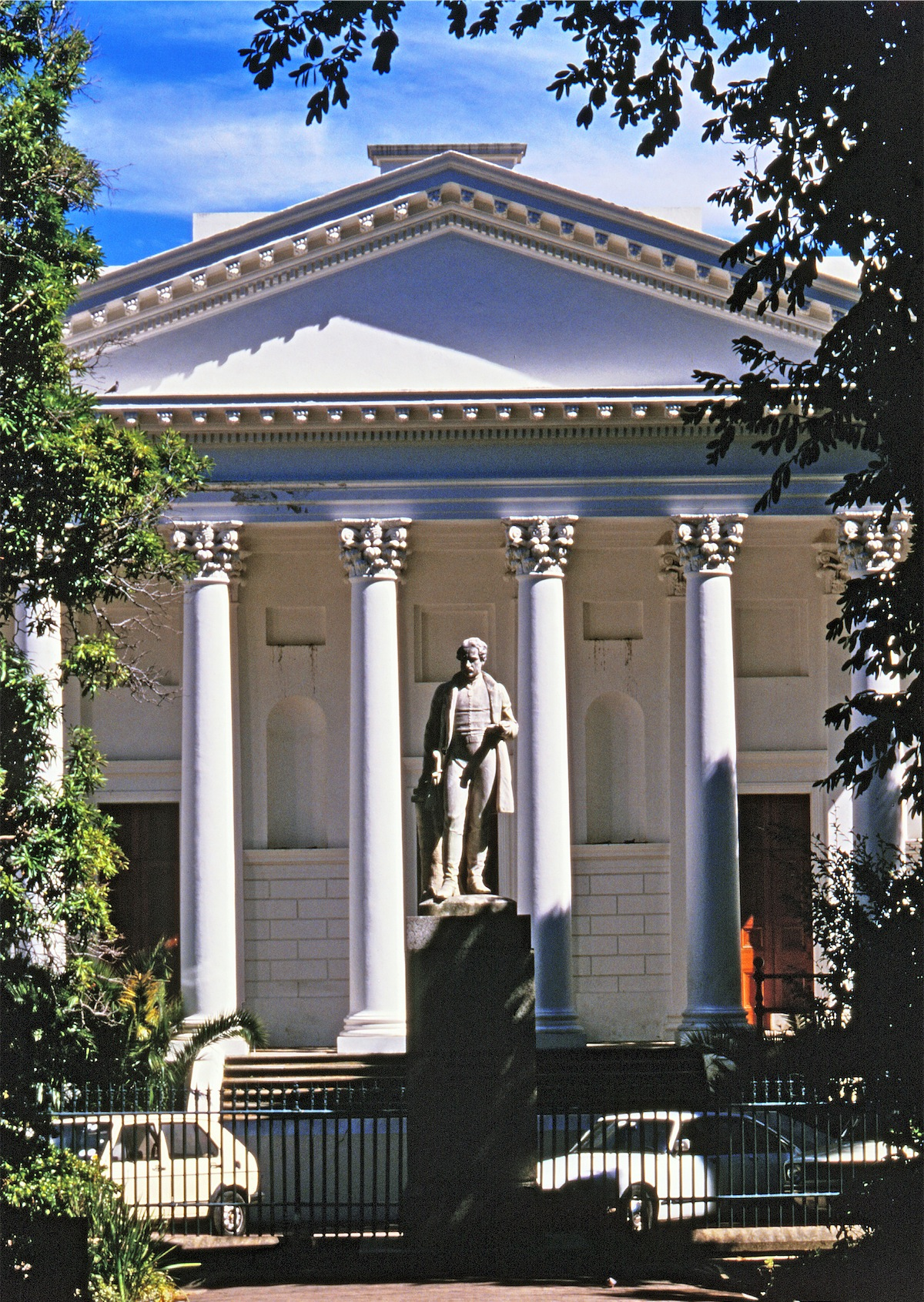